# Sirocco (kakapo)
Sirocco est un kākāpō mâle né en 1997 et devenu célèbre à la suite d'un épisode de l'émission Last Chance to See.

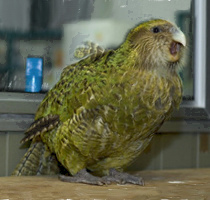
Sirocco en 2008.

Lors de l'épisode dédié au kākāpō, Sirocco, un individu mâle, a tenté de s'accoupler avec la tête de Mark Carwardine. Cette séquence a été vue par des millions de personnes dans le monde entier, conduisant Sirocco à devenir le « porte-parole » du DOC, l'organisme chargé de la conservation de la faune sauvage en Nouvelle-Zélande, en 2010 dans le cadre de l'Année internationale de la biodiversité.

## Biographie
Sirocco est né le 23 mars 1997 dans la réserve ornithologique insulaire des iles de la Morue( Codfish Island), au large de la côte ouest de l'île Stewart, au sud du continent néo-zélandais.
Il a été nommé d'après le vent chaud du désert d'Afrique du Nord, en poursuivant un thème de noms liés au vent - le nom de sa mère est Zephyr
Alors qu'il était âgé de trois semaines, il a été atteint d'une maladie respiratoire, ce qui l'a conduit à être éloigné de sa mère et élevé par les gardes du Département de la conservation. Ayant été élevé loin des autres kākāpō, cela l'a conduit à avoir des difficultés d'interactions avec les membres de son espèce.

### Instinct reproducteur
Une fois en âge de se reproduire, il ne montra pas de volonté d'interagir avec des femelles.
La ou les mâles kākāpō réalisent une parade nuptiale dit de "Booming" ou ils grondent en présence de femelles, Sirocco réalise ce rituel en présence d'humains. À cet égard, Sirocco est donc considéré comme peu susceptible de réussir à se reproduire.
Cette particulière affinité avec l'homme lui a cependant permis de devenir un représentant efficace de son espèce.

## Son statut de porte-parole
Sirocco vie à Codfish Island (ile de la Morue), un sanctuaire protégé, est fermé au public, mais il passe beaucoup de temps à voyager loin de chez lui.

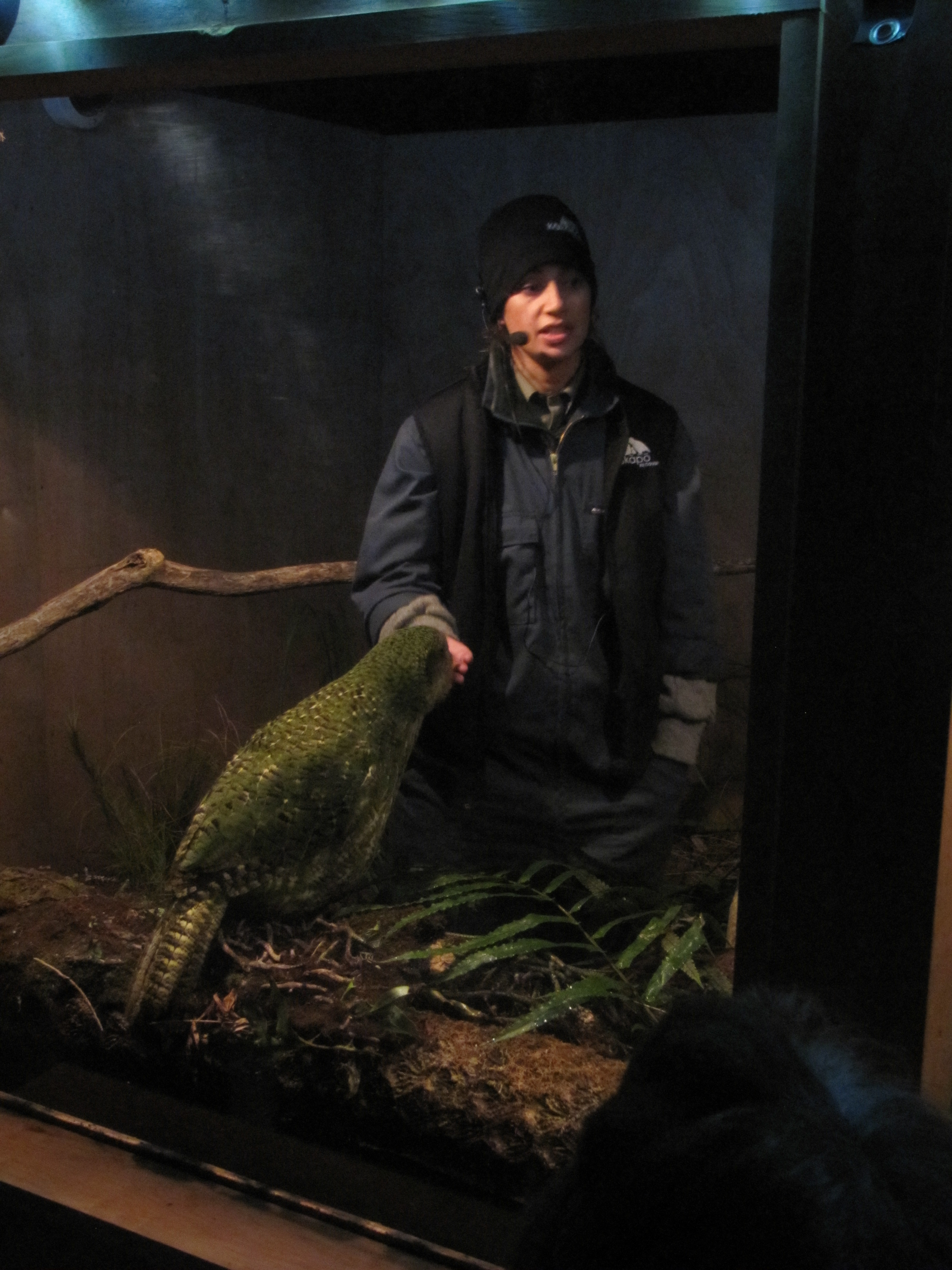
Sirocco au musée en 2009

Depuis 2005, il est régulièrement apparu sur l'île d'Ulva (Stewart Island bird sanctuary) dans le cadre d'une « rencontre kākāpō »; en septembre 2009, il s'est rendu au zoo d'Auckland, où il a été observé par des milliers de personnes.
En 2009, après que sa "rencontre" avec le zoologiste Mark Carwardine  Sirocco est devenu célèbre et la vidéo de cette rencontre compile plusieurs millions de vues sur YouTube.
En 2010, le premier ministre de l'époque, John Key, a fait participer la Nouvelle-Zélande à l'Année internationale de la biodiversité. Au vu de l'engouement mondial pour le volatile, il a nommé Sirocco le « porte-parole officiel de la conservation ». ("Official Spokesbird for Conservation")
Depuis cette nomination, l'animal s'est vu doté d'un compte Facebook et Twitter afin de communiquer sur la préservation de la biodiversité.
En septembre 2011, Sirocco a séjourné à l'écosanctuaire d'Orokonui près de Dunedin, puis est parti à Zealandia à Wellington. À cette occasion, plus de 2 000 personnes avaient pré-réservé des billets pour voir Sirocco. Il a de nouveau visité Zealandia en 2013 et 2015, et Orokonui en 2013 et 2014.
En 2012, Sirocco a été accueilli à l'ile et réserve écologique de Maungatautari, près de Hamilton.
Une dresseuse animalière (Barbara Heidenreich) fut mise à profit pour travailler  sur certains aspects de son comportement pour faciliter son contact avec les humains.

## Autre apparition
Un court métrage documentaire sur Sirocco a été fait par la  cinéaste animalière indienne Ashwika Kapur. "How a Dud Became a Stud"   est basé sur sa vie et a remporté le Wildscreen Panda Award en 2014

## Source principale
La majorité des informations de cet article sont tirés de la communication du gouvernement Nouveau-Zélandais et plus précisément du département de la conservation.